# Badghis (provins)
Badghis er en af 34 provinser i Afghanistan. Den ligger nordvest i landet, mellem Murghab og Hari Rud-floderne og strækker sig så langt nord som grænsen til Sarakhs-ørkenen. Navnet er fra persisk بادخیز Bâdkhiz og betyder "hvor vinden starter" eller "vindens hjem".
35°00′N 63°45′Ø / 35°N 63.75°Ø